# Dymasius lepidus
Dymasius lepidus är en skalbaggsart som beskrevs av Holzschuh 2005. Dymasius lepidus ingår i släktet Dymasius och familjen långhorningar. Inga underarter finns listade i Catalogue of Life.